# 碁盤斬り
『碁盤斬り』（ごばんぎり）は、2024年5月17日公開の日本映画。監督は白石和彌、主演は草彅剛。

## 概要
古典落語『柳田格之進』をベースにした時代劇映画。監督の白石にとっては初の時代劇監督作品となる。
草彅は『ミッドナイトスワン』以来4年ぶりの主演映画となり、時代劇映画としては2009年の『BALLAD 名もなき恋のうた』以来15年ぶりの出演となった。
2025年3月26日よりフランスで公開が始まり（仏版タイトルは “LE JOUEUR DE GO”〈訳は "碁プレイヤー"〉）、初日は219の劇場で6,100人を動員。3月26日から4月1日までの間に6万人を動員し、フランスの興行収入ランキングで初登場10位を記録(※Box Office Mojoではランキング9位)。レビューサイトによる出口調査でも、10点満点中8.1点と好評価を獲得した。北米や韓国での公開も決定している。

## あらすじ
柳田格之進は身に覚えのない罪を着せられたうえに妻も失い、藩を離れて娘のお絹と2人で江戸の貧乏長屋で暮らしていた。それでも武士の誇りは捨てず囲碁の勝負にも正々堂々と臨むが、その実直な人柄が表れ清廉潔白がゆえに融通が利かないところもあった。ある日かつての冤罪事件の事実を知らされた格之進とお絹は復讐を決意する。

## キャスト
- 柳田格之進：草彅剛[10]
- お絹：清原果耶[10]
- 弥吉：中川大志[10]
- 梶木左門：奥野瑛太[10]
- 徳次郎：音尾琢真[10]
- さだ：飯島順子
- 長兵衛：市村正親[10]
- 八兵衛：立川談慶[10]
- 志乃：中村優子[10]
- 柴田兵庫：斎藤工[10]
- お庚：小泉今日子[10]
- 萬屋源兵衛：國村隼[10]

※エキストラとして、棋士の井山裕太、藤沢里菜らが出演している。

## スタッフ
- 監督：白石和彌
- 脚本：加藤正人
- 音楽：阿部海太郎
- 製作総指揮：木下直哉
- エグゼクティブプロデューサー：飯島三智、武部由実子
- プロデューサー：赤城聡、谷川由希子
- ラインプロデューサー：鈴木嘉弘
- 協力プロデューサー：根津勝
- 撮影：福本淳
- 美術監督：今村力
- 美術：松崎宙人
- 照明：市川徳充
- 録音：浦田和治
- 装飾：三木雅彦、上田耕治
- 編集：加藤ひとみ
- 音響効果：柴崎憲治
- キャスティング：田端利江
- VFXスーパーバイザー：小坂一順
- 衣装：大塚満
- メイク床山：山下みどり
- 特殊メイク：江川悦子、濱名芙美香
- スクリプター：中須彩音
- 制作担当：相場貴和
- 助監督：松尾浩道
- 囲碁監修：高尾紳路
- 配給：キノフィルムズ
- 制作プロダクション：ドラゴンフライエンタテインメント
- 企画：フラミンゴ
- 製作：「碁盤斬り」製作委員会（木下グループ、CULEN）

## 小説版
脚本を手掛けた加藤正人による書き下ろし小説『碁盤斬り 柳田格之進異聞』が2024年3月に文春文庫より発売された

## 受賞歴
受賞
- 第26回ウディネ・ファーイースト映画祭
  - ブラック・ドラゴン賞（批評家賞）[13]。
- 第3回京都映画賞
  - 作品賞[14]
- 第48回日本アカデミー賞[15]
  - 優秀主演男優賞（草彅剛）
  - 優秀助演女優賞（清原果耶）
- 第67回ブルーリボン賞
  - 助演女優賞（小泉今日子）[16]
- RED LINE INTERNATIONAL FILM FESTIVAL（イタリア）
  - 最優秀長編作品賞[17]
- 第73回朝日広告賞[18]
  - B部門賞
  - 朝日新聞読者賞